# Sphecodes cressonii
Sphecodes cressonii là một loài Hymenoptera trong họ Halictidae. Loài này được Robertson mô tả khoa học năm 1903.